# Judy at Carnegie Hall
Judy at Carnegie Hall ist ein Livealbum von Judy Garland.

## Geschichte
Das Doppelalbum Judy at Carnegie Hall zählt zu den legendären Live-Alben des US-amerikanischen Showbusiness. Judy Garland feierte am 23. April 1961 in der New Yorker Carnegie Hall eines ihrer zahlreichen Comebacks nach gesundheitlichen Problemen. Das bereits am 10. Juli 1961 von Capitol veröffentlichte Album dokumentiert eine Show, die zu den größten Abenden in der Geschichte des Showbusiness zählt. Das Album war 73 Wochen lang in den Billboardcharts, 13 Wochen davon auf der Spitzenposition. Bei der Grammy-Award-Verleihung 1962 wurde es mit fünf Preisen ausgezeichnet: Zu den Auszeichnungen als Album des Jahres, für die Sängerin des Jahres, die Beste technische Aufnahme und als Bestes Albumcover kam ein Spezialpreis für den Produzenten des Albums.
Allerdings enthielt das Doppelalbum von 1961 zahlreiche Kürzungen in Garlands Monologen sowie einige Umstellungen der originalen Songreihenfolge; zudem wurde eines der Lieder (Alone Together) durch eine Studioaufnahme mit hinzugemischtem Applaus ersetzt, weil die Konzertaufnahme des Stücks technische Fehler enthielt. 1989 veröffentlichte Capitol das Konzert als 2-CD-Set, mit zusätzlichen Monologen, aber in derselben geänderten Reihenfolge der Songs.
Erst in den 1990er Jahren gelang es, das beschädigte Band digital soweit aufzubereiten, dass das vollständige und ungekürzte Konzert, um Judys komplette Monologe ergänzt, mit der originalen Songreihenfolge erstmals im Jahr 2000 als 2-CD-Set bei DCC Compact Classics erscheinen konnte. 2001 brachte dann auch Capitol das ungekürzte Originalkonzert (in einer anderen Abmischung) als Doppel-CD heraus.

## Titelliste (des ungekürzten Originalkonzerts wie auf CD)
1. Overture: The Trolley Song / Over the Rainbow / The Man That Got Away (Ralph Blane, Hugh Martin) / (Harold Arlen, Yip Harburg) / (Harold Arlen, Ira Gershwin) – 5:48
2. When You’re Smiling (The Whole World Smiles With You) (Mark Fisher, Joe Goodwin, Larry Shay) – 3:29
3. Almost Like Being in Love / This Can’t Be Love (Medley) (Alan Jay Lerner, Frederick Loewe) / (Richard Rodgers, Lorenz Hart) – 6:27
4. Do It Again (George Gershwin, Buddy DeSylva) – 6:16
5. You Go to My Head (J. Fred Coots, Haven Gillespie) – 2:43
6. Alone Together (Howard Dietz, Arthur Schwartz) – 5:38
7. Who Cares? (George Gershwin, Ira Gershwin) – 1:46
8. Puttin’ On the Ritz (Irving Berlin) – 2:45
9. How Long Has This Been Going On? (George Gershwin, Ira Gershwin) – 4:12
10. Just You, Just Me (Jesse Greer, Raymond Klages) – 2:16
11. The Man That Got Away (Harold Arlen, Ira Gershwin) – 5:03
12. San Francisco (Walter Jurmann, Gus Kahn, Bronisław Kaper) – 4:45
13. That’s Entertainment! (Howard Dietz, Arthur Schwartz) – 6:38
14. I Can’t Give You Anything but Love (Dorothy Fields, Jimmy McHugh) – 6:46
15. Come Rain or Come Shine (Arlen, Johnny Mercer) – 7:23
16. You’re Nearer (Richard Rodgers, Lorenz Hart) – 2:33
17. A Foggy Day (George Gershwin, Ira Gershwin) – 3:04
18. If Love Were All (Noël Coward) – 2:53
19. Zing! Went the Strings of My Heart – (James Hanley) – 4:04
20. Stormy Weather (Harold Arlen, Ted Koehler) – 6:11
21. Medley: You Made Me Love You / For Me & My Gal / The Trolley Song (Joseph McCarthy, James V. Monaco, Joseph McCarthy / Edgar Leslie, Ray Goetz / Hugh Martin, Ralph Blane) – 3:56
22. Rock-a-Bye Your Baby with a Dixie Melody (Sam M. Lewis, Fred Schwartz, Joe Young) – 5:22
23. Over the Rainbow (Harold Arlen, Yip Harburg) – 5:47
24. Swanee (Irving Caesar, George Gershwin) – 7:31
25. After You’ve Gone (Henry Creamer, Turner Layton) – 4:20
26. Chicago (Fred Fisher) – 5:15